# Triacanthella violacea
Triacanthella violacea är en urinsektsart som beskrevs av Womersley 1939. Triacanthella violacea ingår i släktet Triacanthella och familjen Hypogastruridae. Inga underarter finns listade i Catalogue of Life.